# ロシア連邦国防省装甲車両総局
ロシア連邦国防省装甲車両総局（ロシアれんぽうこくぼうしょうそうこうしゃりょうそうきょく、ロシア語: Главное автобронетанковое управление Министерства обороны）は、ロシア国防省内の部門の1つ。

## 任務
- 軍の戦車ならびに自動車支援システムの構築と開発
- 装甲車両および装備、その開発、運用および修理の分野における軍事技術政策を軍隊において定められた方法で定義し実施
- 外国との軍事および軍事技術協力の分野における活動を実施
- 装甲車両、軍事装備、およびその他の物質的資源を軍隊に配備
- 装甲車両や軍事装備品の開発を計画

（出典：）

## 装甲車両総局長
- アレクサンドル・シェスタコフ中将

（出典：）